# NGC 7250
NGC 7250 (другие обозначения — PGC 68535, UGC 11980, MCG 7-45-24, MK 907, ZWG 530.22, IRAS22161+4018) — спиральная галактика (Sd) в созвездии Ящерица.
Этот объект входит в число перечисленных в оригинальной редакции «Нового общего каталога».
В галактике наблюдается повышенное ультрафиолетовое излучение, и потому её относят к галактикам Маркаряна. Причиной является всплеск звездообразования из-за взаимодействия с соседними галактиками.
В галактике вспыхнула сверхновая SN 2013dy типа Ia, её пиковая видимая звездная величина составила 17,0.